# فيكو كارفونين
فيكو ليو كارفونين (05 يناير 1926 - 01 أغسطس 2007) هو عداء فنلندي لمسافات طويلة تنافس بشكل أساسي في سباقات الماراثون. فاز بالميدالية البرونزية في سباق الماراثون في دورة الألعاب الأولمبية الصيفية 1956. وفي بطولة أوروبا عام 1954 فاز بالميدالية الذهبية في سباق الماراثون وفي العام التالي فاز بماراثون بوسطن.